# Бацуев, Аюб Саид-Хасанович
Аю́б Саид-Хаса́нович Бацу́ев (род. 9 февраля 1997, Аргун, Чечня) — российский футболист, полузащитник владивостокского «Динамо».

## Карьера
Воспитанник чеченского футбола. В 2014—2016 годах играл в молодёжном составе «Терека». В мае 2016 года сыграл 2 матча в первенстве ПФЛ за «Терек-2». 29 июля 2017 года дебютировал в Премьер-лиге в матче против московского «Динамо» (2:0), выйдя на замену на 87-й минуте. 13 сентября 2019 года был включён в заявку черкесского «Интера», за который провёл 9 матчей и забил 4 мяча. В январе 2020 года подписал контракт с казахстанским «Таразом».

## Достижения
- Победитель зоны «Юг» Второго дивизиона: 2018/19

## Личная жизнь
Отец Саид-Хасан Рамзанович (1969—2020) — также футболист. В 1994 году провёл 12 матчей во Второй лиге за «Терек».